# Catedral de la Natividad de la Virgen María (Trebinje)
La Catedral de la Natividad de la Virgen María (en croata: Katedrala Male Gospe u Trebinju) es un edificio religioso que pertenece a la Iglesia católica y se localiza en Trebinje, se trata de una de las cuatro catedrales de esa confesión cristiana en Bosnia y Herzegovina. Es el asiento del obispado de Trebinje - Mrkan . Ratko Peric actúa como obispo tanto de la diócesis de Trebinje-Marcana, así como el de la diócesis de Mostar-Duvno.
Fue bautizada así en honor del nacimiento de la Virgen María, madre de Jesús. La construcción de la iglesia de la Natividad de María comenzó en 1880. El edificio fue terminado y bendecido el 7 de junio de 1884. Con motivo de la dedicación por parte del Papa León XIII fue donada a la iglesia una gran imagen de la Virgen con el Niño . Durante la Segunda Guerra Mundial la iglesia se redujo a un estado ruinoso y fueron necesarias reparaciones que se completaron en 1918.